# Ampelisca bidura
Ampelisca bidura är en kräftdjursart. Ampelisca bidura ingår i släktet Ampelisca och familjen Ampeliscidae. Inga underarter finns listade i Catalogue of Life.